# Antillormenis sanctaliciensis
Antillormenis sanctaliciensis är en insektsart som först beskrevs av Ronald Gordon Fennah 1941.  Antillormenis sanctaliciensis ingår i släktet Antillormenis och familjen Flatidae. Inga underarter finns listade i Catalogue of Life.